# Tower Mill

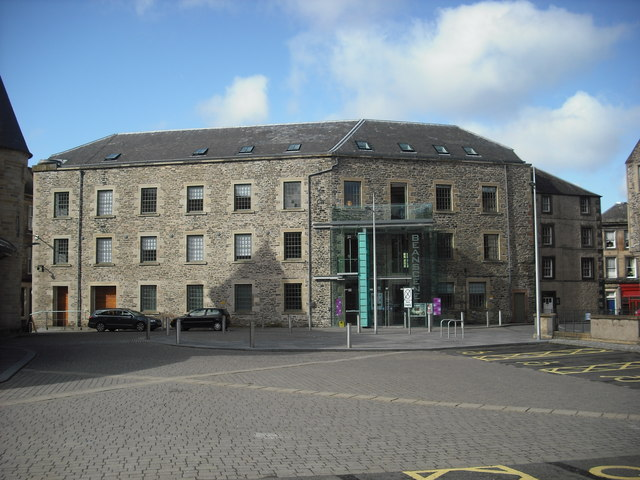
Tower Mill

Tower Mill ist eine ehemalige Wassermühle in der schottischen Kleinstadt Hawick in der Council Area Scottish Borders. 1977 wurde das Bauwerk in die schottischen Denkmallisten in der höchsten Denkmalkategorie A aufgenommen.

## Geschichte
Die Industrialisierung bedeutete einen wichtigen Abschnitt in der Geschichte Hawicks. Durch industrielle Produktion im 18. und 19. Jahrhundert erreichte die Kleinstadt die höchste Wirtschaftsleistung pro Kopf sämtlicher schottischer Burghs. Entlang des Slitrig Waters zogen sich zahlreiche industriell betriebene Mühlen. Die Tower Mill wurde um 1852 durch William Elliot & Sons am Standort einer älteren Mühle errichtet. Vermutlich wurde verwertbares Steinmaterial zum Bau der neuen Mühle wiederverwendet. Neben der Nutzung von Wasserkraft wurde die Textilmühle im Laufe des Jahrhunderts noch um eine Dampfmaschine ergänzt. Der zugehörige Schlot an der Südostseite wurde in den 1960er Jahren abgebrochen. Im Jahre 1900 produzierte das Wasserrad erstmals in der Stadt Hawick Elektrizität. William Elliot & Sons betrieben die Mühle noch bis 1950. 2006 restaurierte die Stadt die Tower Mill und richtete ein Kultur- und Einkaufszentrum ein. Aus dieser Zeit stammt auch ein gläserner Vorbau an der Ostseite.

## Beschreibung
Bei der Tower Mill im Zentrum Hawicks handelt es sich um die einzige auf einer Brücke gebaute Mühle Schottlands. Mit einem Durchmesser von rund 3,7 m besitzt sie außerdem vermutlich das größte erhaltene Wasserrad in Südschottland. Es ist heute durch einen Glasfußboden sichtbar. Das längliche, dreistöckige Gebäude knickt am Nordende ab und folgt damit dem Straßenverlauf. Sein Mauerwerk besteht aus Bruchstein mit Natursteineinfassungen aus gelbem Sandstein. Die Ostfassade ist zehn Achsen weit, die Westseite acht und die Südseite vier. Es sind 30-teilige Sprossenfenster verbaut. Das Gebäude schließt mit einem Walmdach. Im Inneren tragen schlichte gusseiserne Pfeiler die darüberliegenden Holzböden.